# J1407b
1SWASP J140747.93-394542.6 b, men ofta i den förkortade formen J1407b, är en exoplanet i Kentaurens stjärnbild, som kretsar runt stjärnan 1SWASP J140747.93-394542.6. Stjärnsystemet befinner sig 420 ljusår från jorden och består av en relativt ung stjärna, ungefär 16 miljoner år, och minst en planet, dvs. J1407b.  Stjärnans namn kommer av eftersökningsprojektet, SuperWASP  (Wide Angle Search for Planets) och stjärnans position.
Planeten är antingen en stor gasplanet eller en brun dvärg och är omgiven av ett enormt ringsystem.

## Upptäckten
Planetsystemet upptäcktes 2012. Att planeten J1407b hade ringar upptäcktes vid studiet av fotografier av en 56 dagar lång förmörkelse av stjärnan som planeten orsakade i april och maj 2007.  Den gav planeten smeknamnet "Saturnus på steroider" eller "Super-Saturnus" eftersom ringarna är jättelika och har en radie som närmar sig 90 miljoner kilometer, 0,6 AU.
Planetens omloppstid är uppskattad till mellan 3,5 och 13,8 år och massan till 13-26 jupitermassor. Ringsystemet har uppskattats att ha en massa motsvarande jordens. En lucka i ringsystemet ungefär 61 miljoner kilometer (0,4 AU) från centrum anses vara ett indicium på en exomåne med en massa på ungefär 0,8 jordmassor.
J1407b är den första exoplanet eller bruna dvärg där ett ringsystem upptäckts med transitmetoden. Ringarnas yttre radie är ungefär 90 miljoner kilometer, vilket är ungefär 200 gånger storleken på Saturnus ringar.
Från Jorden är ringsystemet ungefär 3,7 millibågsekunder i diameter. Som jämförelse skulle Saturnus ringsystem på motsvarande avstånd vara 0,006 millibågsekunder.